# 13 Pułk Huzarów (Cesarstwo Niemieckie)

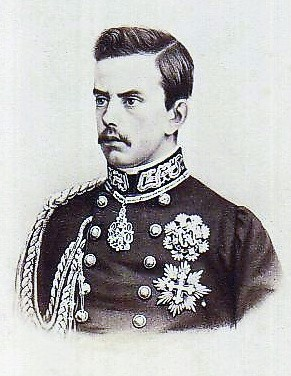
Król Włoch Humbert I, patron pułku

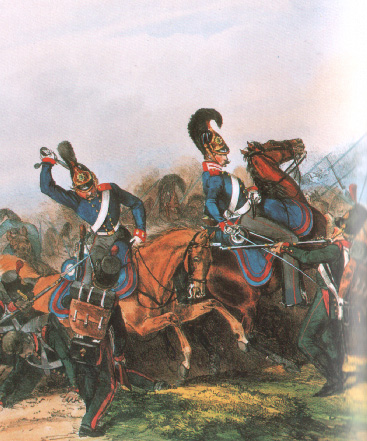
Przez długi czas 13 pułk huzarów był pułkiem dragońskim

13 Pułk Huzarów im. Króla Włoch Humberta (1 Heski) (niem. Husaren Regiment König Humbert von Italien (1. Kurhessisches) Nr. 13) – pułk huzarów Cesarstwa Niemieckiego.

## Charakterystyka
Pułk sformowany 22 listopada 1813 .
Stacjonował w Brunszwiku i był przyporządkowany do XVI Korpusu Armii Niemieckiej.

 Wiosną 1914 był w strukturze 45 Brygady Kawalerii z 34 Dywizji Piechoty.
W wyniku mobilizacji, w sierpniu 1914 pułk osiągnął gotowość bojową i w składzie 45 Brygady Kawalerii z 6 Dywizji Kawalerii został wysłany na front zachodni.

30 grudnia 1916 oddział przeorganizowano w spieszony pułk kawalerii.

## Schemat organizacyjny
- XVI Korpus Armijny – Metz
  - 34 Dywizja Piechoty (45. Infanterie-Division), Metz
    - 45 Brygada Kawalerii (45. Kavallerie-Brigade), Saarlouis
      - 13 Pułk Huzarów im. Króla Włoch Humberta (1 Heski)  – w Diedenhofen (Thionville)